# Frank Vignola
Frank Vignola (Long Island, 1965. december 30. –) amerikai dzsesszgitáros.

Műfajok: swing, fúziós dzsessz, gypsy dzsessz, pop, klasszikus.

## Pályakép
Apja harmonikázott, bendzsón játszott, a bátyja pedig trombitán.
New Yorkban született. Hatéves korában kezdett gitározni, tízévesen már profi szinten játszott. A világ egyik legjobb akusztikus gitárosa.

## Lemezek
- Appel Direct (1993)
- Makin' Whoopee with Sam Pilafian (1993)
- Let It Happen (Concord Jazz, 1994)
- Concord Jazz Guitar Collective with Howard Alden, Jimmy Bruno (Concord Jazz, 1995)
- Cookin' with Frank and Sam (1995)
- Look Right, Jog Left (1996)
- Deja Vu (1999)
- Django Lives with Hot Club USA (1999)
- Without a Doubt with Joe Ascione, Mark Egan, Frank Wess (2000)
- Off Broadway (2000)
- Autumn Leaves at Astley's with Gene Bertoncini (2001)
- Hot Swing! with Mark O’Connor (2001)
- Blues for a Gypsy (2001)
- Meeting of the Grooves with Gene Bertoncini (2002)
- Stringin' the Blues: A Tribute to Eddie Lang with Bucky Pizzarelli, Howard Alden, Al Viola, Marty Grosz (2003)
- Moonglow with Bucky Pizzarelli (Hyena, 2005)
- Vignola Plays Gershwin (2006)
- The Living Room Sessions with David Grisman (2007)
- Standards (Self-Released, 2009)
- Just Between Frets with Tommy Emmanuel (2009)
- 100 Years of Django (2010)
- Jam Session with Mark O'Connor, Chris Thile (2010)
- An Evening With... with Vinny Raniolo (2011)
- First Time Together! with David Grisman, Martin Taylor (2012)
- Beloved Earth Songs with Vinny Raniolo (2013)
- Swing Zing! with Vinny Raniolo (2015)
- Frank 'n' Dawg: Melody Monsters with David Grisman (2017)